# UFC Fight Night: Henderson vs. Khabilov
UFC Fight Night: Henderson vs. Khabilov è stato un evento di arti marziali miste tenuto dalla Ultimate Fighting Championship il 7 giugno 2014 al Tingley Coliseum di Albuquerque, Stati Uniti.

## Retroscena
Si tratta del primo evento nella storia dell'UFC ad essere ospitato nel Nuovo Messico; prima di questo evento solamente un'ex organizzazione sempre di proprietà della Zuffa, la WEC, organizzò un evento a Rio Rancho nel 2008.
La vittoria ai punti attribuita a Diego Sanchez ai danni di Ross Pearson venne aspramente criticata da stampa e fan nei giorni successivi all'evento; la natura controversa di tale risultato portò l'UFC a riconoscere comunque un premio di 30.000 dollari all'atleta britannico.
In seguito alla sconfitta subita per KO tecnico uno stizzito Jason High  spinse volutamente il direttore di gara, venendo conseguentemente licenziato dall'UFC e sospeso per un anno dalla commissione atletica.

## Risultati
|                  | Divisione         |                  |                 |                 | Metodo                                      | Round           | Tempo           | Premio          |
| Card principale  | Card principale   | Card principale  | Card principale | Card principale | Card principale                             | Card principale | Card principale | Card principale |
| ---------------- | ----------------- | ---------------- | --------------- | --------------- | ------------------------------------------- | --------------- | --------------- | --------------- |
|                  | Pesi Leggeri      | Benson Henderson | batte           | Rustam Khabilov | Sottomissione (rear naked choke)            | 4               | 1:16            | POTN            |
|                  | Pesi Leggeri      | Diego Sanchez    | batte           | Ross Pearson    | Decisione non unanime (27-30, 30-27, 29-28) | 3               | 5:00            |                 |
|                  | Pesi Mosca        | John Dodson      | batte           | John Moraga     | KO Tecnico (stop medico)                    | 2               | 5:00            |                 |
|                  | Pesi Leggeri      | Rafael dos Anjos | batte           | Jason High      | KO Tecnico (pugni)                          | 2               | 3:36            |                 |
|                  | Pesi Leggeri      | Piotr Hallmann   | batte           | Yves Edwards    | Sottomissione (rear naked choke)            | 3               | 2:32            | POTN            |
|                  | Pesi Gallo        | Bryan Caraway    | batte           | Érik Pérez      | Sottomissione (rear naked choke)            | 2               | 1:52            |                 |
| Card preliminare |                   |                  |                 |                 |                                             |                 |                 |                 |
|                  | Pesi Gallo        | Sergio Pettis    | batte           | Yaotzin Meza    | Decisione unanime (29-28, 29-28, 29-28)     | 3               | 5:00            |                 |
|                  | Pesi Welter       | Lance Benoist    | batte           | Bobby Voelker   | Decisione unanime (29-28, 29-28, 30-27)     | 3               | 5:00            |                 |
|                  | Pesi Mosca        | Scott Jorgensen  | batte           | Danny Martinez  | Decisione unanime (29-28, 29-28, 30-27)     | 3               | 5:00            | FOTN            |
|                  | Pesi Leggeri      | Jon Tuck         | batte           | Jake Lindsey    | Sottomissione (calcio al corpo)             | 3               | 2:47            |                 |
|                  | Pesi Mediomassimi | Patrick Cummins  | batte           | Roger Narvaez   | KO Tecnico (pugni)                          | 2               | 2:28            |                 |

## Premi
I lottatori premiati ricevettero un bonus di 50.000 dollari.
Legenda:
- FOTN: Fight of the Night (vengono premiati entrambi gli atleti per il miglior incontro dell'evento)
- POTN: Performance of the Night (viene premiato il vincitore per la migliore performance dell'evento)

## Incontri annullati
|  | Divisione         |                 |        |                   | Motivo              |
|  | ----------------- | --------------- | ------ | ----------------- | ------------------- |
|  | Pesi Leggeri      | Jon Tuck        | contro | Yosdenis Cedeño   | Cedeño infortunato  |
|  | Pesi Mediomassimi | Patrick Cummins | contro | Francimar Barroso | Barroso infortunato |